# Acteocina bullata
Acteocina bullata är en snäckart som först beskrevs av Kiener 1834.  Acteocina bullata ingår i släktet Acteocina och familjen Cylichnidae. Inga underarter finns listade i Catalogue of Life.